# 金齊
50°9′24″N 32°45′54″E / 50.15667°N 32.76500°E
金齊（烏克蘭語：Гінці），是烏克蘭的村落，位於該國中部波爾塔瓦州，由盧布尼區負責管轄，處於烏代河畔，距離戈羅比伊4公里，海拔高度96米，2012年人口140。